# 골콘다

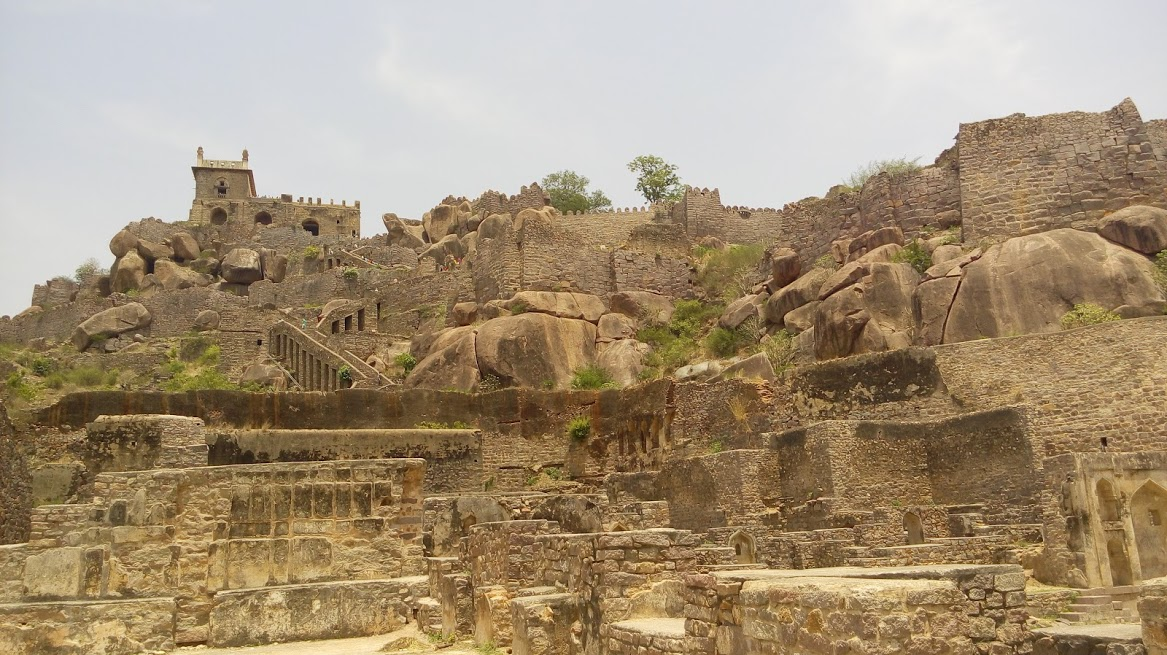
골콘다

골콘다(텔루구어: గోల్కొండ)는 인도 텔랑가나 주 하이데라바드에 있는 요새이다. 쿠트브 샤히 왕조의 수도로서 번영하였으며, 16세기 말에 가까운 하이데라바드로 천도되었다. 현재는 골콘다 성을 중심으로 한 시가지는 폐허가 되었다. 본래 만칼이라는 이름으로 알려져 있었다.
또한 이 요새 근교의 광산에서 코이누르, 호프 다이아몬드, 나삭 다이아몬드와 같은 가장 유명한 보석을 생산하는 광산으로 유명하다.